# Liste der Naturdenkmale in Borken (Hessen)
Die Liste der Naturdenkmale in Borken (Hessen) nennt die im Gebiet der Stadt Borken im Schwalm-Eder-Kreis in Hessen gelegenen Naturdenkmale.
| Bild            | Bezeichnung | Ortsteil, Lage                              | Beschreibung                                                     | Art   | Nr.     |
| --------------- | ----------- | ------------------------------------------- | ---------------------------------------------------------------- | ----- | ------- |
| Fotos hochladen | 8 Eichen    | Dillich 50° 59′ 46″ N, 9° 17′ 9,4″ O        | Standort links am Ortsausgang nach Neuenhain.                    | Eiche | 634.000 |
| Fotos hochladen | 15 Eichen   | Dillich 50° 59′ 45,9″ N, 9° 17′ 29,4″ O     | Standort 200 m südöstlich Ortsausgang Leutehecke.                | Eiche | 634.001 |
| Fotos hochladen | 1 Linde     | Kleinenglis 51° 4′ 29,4″ N, 9° 14′ 44,8″ O  | Standort 200 m nördlich der Friedhofskapelle.                    | Linde | 634.002 |
| Fotos hochladen | 1 Linde     | Lendorf 51° 3′ 41,2″ N, 9° 21′ 10,5″ O      | Standort 200 m links der Straße Lendorf–Lembach.                 | Linde | 634.004 |
| Fotos hochladen | 1 Linde     | Trockenerfurth 51° 2′ 18″ N, 9° 15′ 11,3″ O | Standort an der Kirche. (Baum bereits 2018 nicht mehr vorhanden) | Linde | 634.005 |

## Belege
1. ↑  Anlage: Tabelle 3 - Naturdenkmale im Schwalm-Eder-Kreis. (PDF; 7,45 MB) der 2. Verordnung zur Änderung der Verordnung zum Schutze der Naturdenkmale im Schwalm-Eder-Kreis vom 28. 04. 1986, zuletzt geändert durch Verordnung vom 8. Mai 2007. Der Kreisausschuss des Schwalm-Eder-Kreises, 17. Dezember 2008, S. 30, abgerufen am 7. Februar 2017.

- Karte mit allen Koordinaten:
- OSM |
- WikiMap